# 第12独立戦車大隊 (ウクライナ陸軍)
第12独立戦車大隊（だい12どくりつせんしゃだいたい、ウクライナ語: 12-й окремий танковий батальйон）は、ウクライナ陸軍の大隊。第10軍団隷下。

## 概要

### ドンバス戦争
2019年12月30日、ドンバス戦争の影響に伴い、チェルニーヒウ州ホンチャリスキで創設された。第1独立戦車旅団の駐屯地だったため、第1戦車旅団の隷下部隊ではなく北部作戦管区隷下の独立大隊とアナウンスされた。

### ロシアのウクライナ侵攻

#### 東部・バフムート戦線
2023年4月上旬、ロシアのウクライナ侵攻では、激戦地の東部ドネツィク州バフムート地区に配備され、バフムート守備隊を火力支援した。

#### 南部・ザポリージャ戦線
2023年11月上旬、南部ザポリージャ州ポロヒー地区に再配置され、オリヒウ攻勢の友軍を火力支援している。

## 編制
- 大隊本部（ホンチャリスキ）
- 第1戦車中隊
- 第2戦車中隊
- 第3戦車中隊
- 防空小隊
- 偵察小隊
- 工兵小隊
- 通信小隊
- 衛生小隊
- 支援中隊